# Allons en France
Pour les articles homonymes, voir AEF.
Allons en France (AEF) est un programme créé à l'occasion de la Coupe du monde de football organisée en 1998 en France, offrant chaque année aux meilleurs élèves de français du monde entier la possibilité de se rendre en France.
Depuis 1998, le Ministère des Affaires étrangères organise un concours destiné à valoriser les filières de formation à la langue française et invite les lauréats à découvrir divers aspects de la culture française. Ce programme intitulé « Allons en France » vise à favoriser la construction de l'identité francophone des étudiants ainsi récompensés par le biais des échanges, des débats et des rencontres organisés à l'occasion de leur séjour en France. « Allons en France », dont la marque a été déposée, dispose aujourd'hui d'un véritable statut de programme et constitue un concours scolaire de référence.
« Allons en France » offre ainsi chaque année un séjour francophone inoubliable à environ 200 jeunes sélectionnés parmi les 40 000 participants au concours dans une cinquantaine de pays, âgés de 16 à 20 ans. Une action d'envergure internationale réunissant sur le sol français des jeunes de nationalités et d'origines sociales très diverses.
« Allons en France » se décline en trois étapes :
- concours nationaux de langue et de culture françaises organisés par les services de Coopération et d'Action Culturelle des Ambassades de France dans plus de cinquante pays autour d'un thème fédérateur proposé par le Ministère Français des Affaires Étrangères

- sélection des lauréats donnant lieu à une remise nationale de prix

- séjour d'une dizaine de jours en France avec une dimension linguistique, culturelle, sportive et festive organisé autour du thème retenu, avec réception ministérielle, participation à des événements prestigieux…

Les participants du programme « Allons en France » se qualifient d' « AEFiens » (lu aéfien).